# Servants of war
Servants Of War är ett musikalbum av Rough Diamond, utgivet 2007.

## Låtlista
1. Where Darkness Reigns
2. Salvation By Murder
3. Servants Of War
4. Deep Inside
5. The Maiden Of Lorraine

## Musiker
- The Wickerman - sång
- Daze - gitarr, bakgrundssång
- Mike Aspen - trummor, bakgrundssång
- Eden River - gitarr
- Hannibal - bas